# Orsonville
Orsonville est une commune française située dans le département des Yvelines, en région Île-de-France.

## Géographie

### Description
La commune d'Orsonville se trouve dans la pointe sud des Yvelines, à la limite du département d'Eure-et-Loir. Elle est située à 22 kilomètres au sud de Rambouillet et à 54 kilomètres au sud-ouest de Versailles. C'est l'une des six communes des Yvelines appartenant à la région naturelle de la Beauce.

### Communes voisines
Les communes limitrophes sont Boinville-le-Gaillard au nord-est, Paray-Douaville au sud-est, Aunay-sous-Auneau au sud, Auneau au sud-ouest, Prunay-en-Yvelines au nord-ouest et Ablis au nord.

### Climat
Pour des articles plus généraux, voir Climat de l'Île-de-France et Climat des Yvelines.
En 2010, le climat de la commune est de type climat océanique dégradé des plaines du Centre et du Nord, selon une étude du CNRS s'appuyant sur une série de données couvrant la période 1971-2000. En 2020, Météo-France publie une typologie des climats de la France métropolitaine dans laquelle la commune est exposée à un climat océanique altéré et est dans la région climatique Sud-ouest du bassin Parisien, caractérisée par une faible pluviométrie, notamment au printemps (120 à 150 mm) et un hiver froid (3,5 °C).
Pour la période 1971-2000, la température annuelle moyenne est de 10,7 °C, avec une amplitude thermique annuelle de 15,1 °C. Le cumul annuel moyen de précipitations est de 645 mm, avec 10,8 jours de précipitations en janvier et 7,8 jours en juillet. Pour la période 1991-2020, la température moyenne annuelle observée sur la station météorologique la plus proche, située sur la commune de Sainville à 8 km à vol d'oiseau, est de 11,3 °C et le cumul annuel moyen de précipitations est de 655,5 mm,. Pour l'avenir, les paramètres climatiques de la commune estimés pour 2050 selon différents scénarios d'émission de gaz à effet de serre sont consultables sur un site dédié publié par Météo-France en novembre 2022.

## Urbanisme

### Typologie
Au 1er janvier 2024, Orsonville est catégorisée commune rurale à habitat dispersé, selon la nouvelle grille communale de densité à sept niveaux définie par l'Insee en 2022.
Elle est située hors unité urbaine. Par ailleurs la commune fait partie de l'aire d'attraction de Paris, dont elle est une commune de la couronne,. Cette aire regroupe 1 929 communes,.

### Occupation des solssimplifiée
Le territoire de la commune se compose en 2017 de 94,83 % d'espaces agricoles, forestiers et naturels, 0,69 % d'espaces ouverts artificialisés et 4,48 % d'espaces construits artificialisés.

### Occupation des sols détaillée
Le tableau ci-dessous présente l'occupation des sols de la commune en 2018, telle qu'elle ressort de la base de données européenne d’occupation biophysique des sols Corine Land Cover (CLC).
| Type d’occupation                           | Pourcentage | Superficie (en hectares) |
| ------------------------------------------- | ----------- | ------------------------ |
| Tissu urbain discontinu                     | 3,3 %       | 32                       |
| Terres arables hors périmètres d'irrigation | 91,0%       | 886                      |
| Forêts de feuillus                          | 5,7 %       | 55                       |
| Source : Corine Land Cover                  |             |                          |

### Hameaux de la commune
- Gauvilliers,  Écurie[13].

### Voies de communications et transports
Les communications routières sont assurées principalement par la RN 191 qui suit la limite intercommunale à l'est selon une orientation nord-sud. Cette route donne accès aux autoroutes A 11 (l'Océane) et A10 à quelques kilomètres respectivement au nord et à l'est. Plusieurs routes départementales (D 116, D 118, D 132) assurent les communications avec les communes voisines.
Orsonville n'est pas desservie par le chemin de fer, mais la commune est traversée dans sa partie sud par deux infrastructures ferroviaires parallèles : d'une part, immédiatement au sud du village, la ligne Paris-Tours via Châteaudun, ligne à voie unique non électrifiée qui, outre des circulations fret, assure une desserte TER entre Paris et Tours, d'autre part, à environ 500 mètres plus au sud, la LGV Atlantique.
La commune est desservie par les lignes 05, 11, 18 et 26 du réseau de bus Centre et Sud Yvelines.

## Toponymie
Le nom de la localité est attesté sous les formes Ursionevillare en 768, Ursionis ville en 1079 et 1086, Ursonis villa en 1096.
Il s'agit d'une formation toponymique médiévale en -viller au sens ancien de « parti d'un domaine rural », tombée dans l'attraction des noms en -ville plus courants. Il est précédé du nom de personne Ursius, utilisé par les Germains sous la forme Urso, ce qui explique la déclinaison au cas régime en -on. Il est issu ultimement du latin ursus (« ours ») et est fréquemment employé à l'époque carolingienne.

## Politique et administration

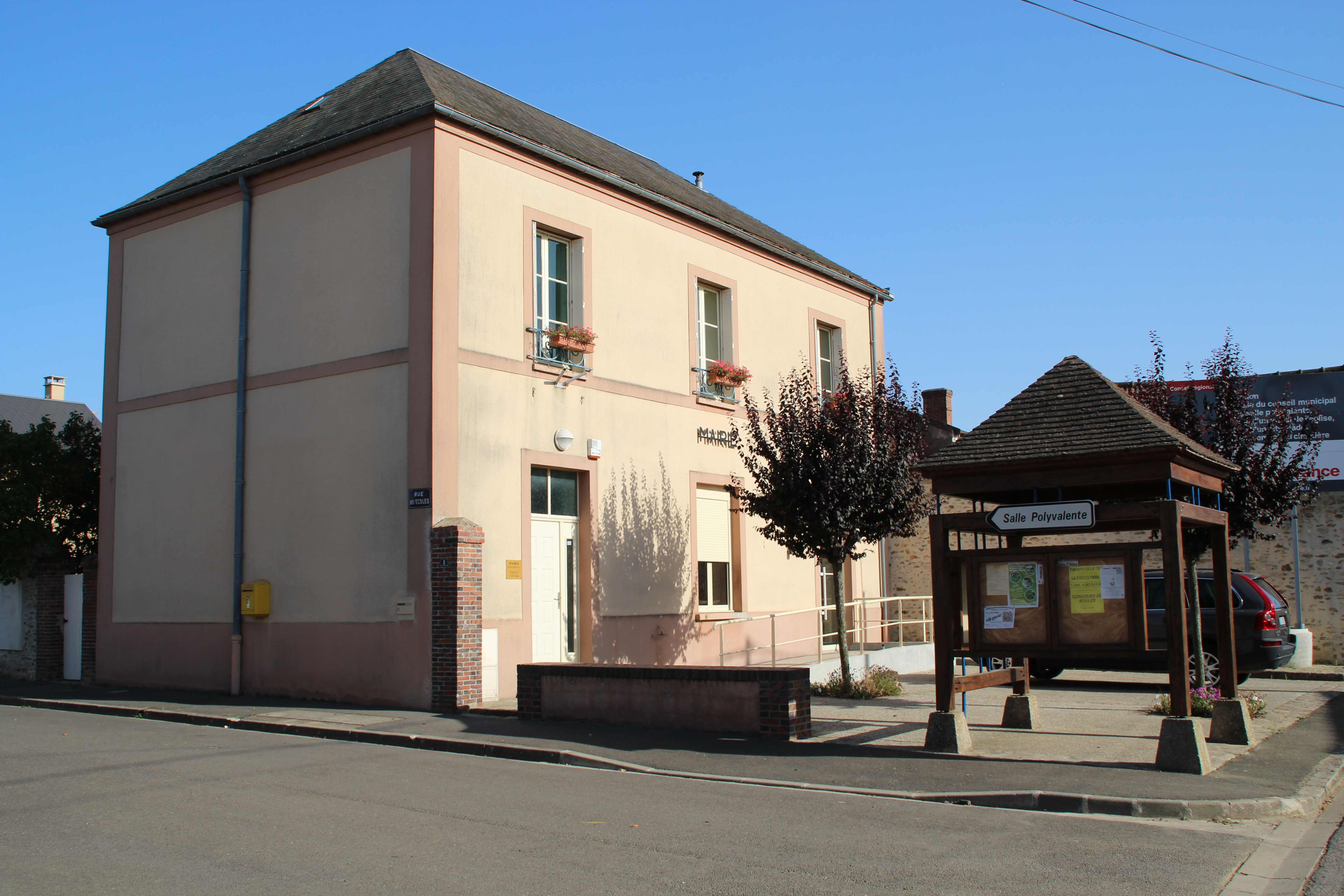
La mairie.

### Rattachements administratifs et électoraux
Rattachements administratifs
Antérieurement à la loi du 10 juillet 1964, la commune faisait partie du département de Seine-et-Oise. La réorganisation de la région parisienne en 1964 fit que la commune appartient désormais au département des Yvelines et à son arrondissement de Rambouillet après un transfert administratif effectif au 1er janvier 1968.
Elle faisait partie depuis 1801 du canton de Dourdan-Sud de Seine-et-Oise. Lors de la mise en place des Yvelines, elle devient en 1967 le chef-lieu du canton de Saint-Arnoult-en-Yvelines. Dans le cadre du redécoupage cantonal de 2014 en France, cette circonscription administrative territoriale a disparu, et le canton n'est plus qu'une circonscription électorale.
Rattachements électoraux
Pour les élections départementales, la commune fait partie depuis 2014 du canton de Rambouillet
Pour l'élection des députés, elle fait partie de la dixième circonscription des Yvelines.

### Intercommunalité
Orsonville était membre de la communauté de communes Contrée d'Ablis-Porte des Yvelines, un établissement public de coopération intercommunale (EPCI) à fiscalité propre créé fin 2003 et auquel la commune avait transféré un certain nombre de ses compétences, dans les conditions déterminées par le code général des collectivités territoriales.
Dans le cadre des dispositions de la loi portant nouvelle organisation territoriale de la République du 7 août 2015, qui prévoit que les établissements publics de coopération intercommunale (EPCI) à fiscalité propre doivent avoir un minimum de 15 000 habitants, cette intercommunalité a fusionné avec ses voisines pour former, le 1er janvier 2017, la communauté d'agglomération dénommée Rambouillet Territoires dont est désormais membre la commune.

### Liste des maires
| Période                                  | Période   | Identité      | Étiquette | Qualité |
| ---------------------------------------- | --------- | ------------- | --------- | --- |
| Les données manquantes sont à compléter. |           |               |           | |
| mars 2001                                | mars 2014 | Pascal Bourgy |           | |
| mars 2014                                | En cours  | Anne Cabrit   | SE        | Vice-présidente de la CA Rambouillet Territoires (2017 → ) Conseillère régionale Réélue pour le mandat 2020-2026 |

## Population et société

### Démographie

#### Évolution démographique
L'évolution du nombre d'habitants est connue à travers les recensements de la population effectués dans la commune depuis 1793. Pour les communes de moins de 10 000 habitants, une enquête de recensement portant sur toute la population est réalisée tous les cinq ans, les populations de référence des années intermédiaires étant quant à elles estimées par interpolation ou extrapolation. Pour la commune, le premier recensement exhaustif entrant dans le cadre du nouveau dispositif a été réalisé en 2006.

En 2022, la commune comptait 325 habitants, en évolution de −2,69 % par rapport à 2016 (Yvelines : +2,72 %, France hors Mayotte : +2,11 %).
| 1793 | 1800 | 1806 | 1821 | 1831 | 1836 | 1841 | 1846 | 1851 |
| ---- | ---- | ---- | ---- | ---- | ---- | ---- | ---- | ---- |
| 215  | 223  | 210  | 255  | 228  | 209  | 220  | 232  | 227  |

| 1856 | 1861 | 1866 | 1872 | 1876 | 1881 | 1886 | 1891 | 1896 |
| ---- | ---- | ---- | ---- | ---- | ---- | ---- | ---- | ---- |
| 235  | 248  | 263  | 266  | 302  | 310  | 312  | 318  | 321  |

| 1901 | 1906 | 1911 | 1921 | 1926 | 1931 | 1936 | 1946 | 1954 |
| ---- | ---- | ---- | ---- | ---- | ---- | ---- | ---- | ---- |
| 290  | 288  | 279  | 256  | 276  | 300  | 258  | 258  | 276  |

| 1962 | 1968 | 1975 | 1982 | 1990 | 1999 | 2006 | 2011 | 2016 |
| ---- | ---- | ---- | ---- | ---- | ---- | ---- | ---- | ---- |
| 242  | 244  | 231  | 253  | 255  | 240  | 299  | 331  | 334  |

| 2021 | 2022 | - | - | - | - | - | - | - |
| ---- | ---- | - | - | - | - | - | - | - |
| 327  | 325  | - | - | - | - | - | - | - |

#### Pyramide des âges
En 2018, le taux de personnes d'un âge inférieur à 30 ans s'élève à 37,5 %, soit en dessous de la moyenne départementale (38 %). De même, le taux de personnes d'âge supérieur à 60 ans est de 18,9 % la même année, alors qu'il est de 21,7 % au niveau départemental.
En 2018, la commune comptait 165 hommes pour 167 femmes, soit un taux de 50,30 % de femmes, légèrement inférieur au taux départemental (51,32 %).
Les pyramides des âges de la commune et du département s'établissent comme suit.
| Hommes | Classe d’âge | Femmes |
| ------ | ------------ | ------ |
| 0,0    | 90 ou +      | 0,0    |
| 2,4    | 75-89 ans    | 6,0    |
| 17,5   | 60-74 ans    | 11,9   |
| 27,1   | 45-59 ans    | 22,0   |
| 17,5   | 30-44 ans    | 20,8   |
| 15,7   | 15-29 ans    | 13,7   |
| 19,9   | 0-14 ans     | 25,6   |

| Hommes | Classe d’âge | Femmes |
| ------ | ------------ | ------ |
| 0,6    | 90 ou +      | 1,4    |
| 6      | 75-89 ans    | 7,8    |
| 13,5   | 60-74 ans    | 14,8   |
| 20,7   | 45-59 ans    | 20,1   |
| 19,6   | 30-44 ans    | 19,9   |
| 18,5   | 15-29 ans    | 16,8   |
| 21,2   | 0-14 ans     | 19,2   |

### Enseignement
Après des années où la commune comprenait sa propre école, depuis plus de 10 ans[Quand ?], l'ancienne école s'est vu transformée en salle polyvalente "Salle Colbert".

### Sports
Il existe un terrain de tennis, un "city stade", un terrain de pétanque ainsi qu'un terrain de jeux pour enfants.

## Économie
Commune rurale de la Beauce, Orsonville  est le domaine de la grande culture céréalière qui caractérise cette région.

## Culture locale et patrimoine

### Lieux et monuments
- Église Saint-André, église du XIIe siècle, nef fin XVIIe, classée monument historique en 1939.
Elle a été construite en plusieurs phases, la première fut le chœur et le clocher, tous deux construits au cours du XIe siècle. La deuxième partie fut la construction de la chapelle sud de l'église, pendant le XVe siècle. En 1587 un incendie fut déclaré, à la suite d'une guerre entre le catholique Duc De Guise et de nombreux cavaliers protestants. Par la suite la nef sera reconstruite aux XVIe et XVIIe siècles[24]
- Ferme fortifiée de Gauvilliers (XVe siècle) dont il reste notamment le porche d'entrée, monument inscrit en 1969[25]

### Galerie

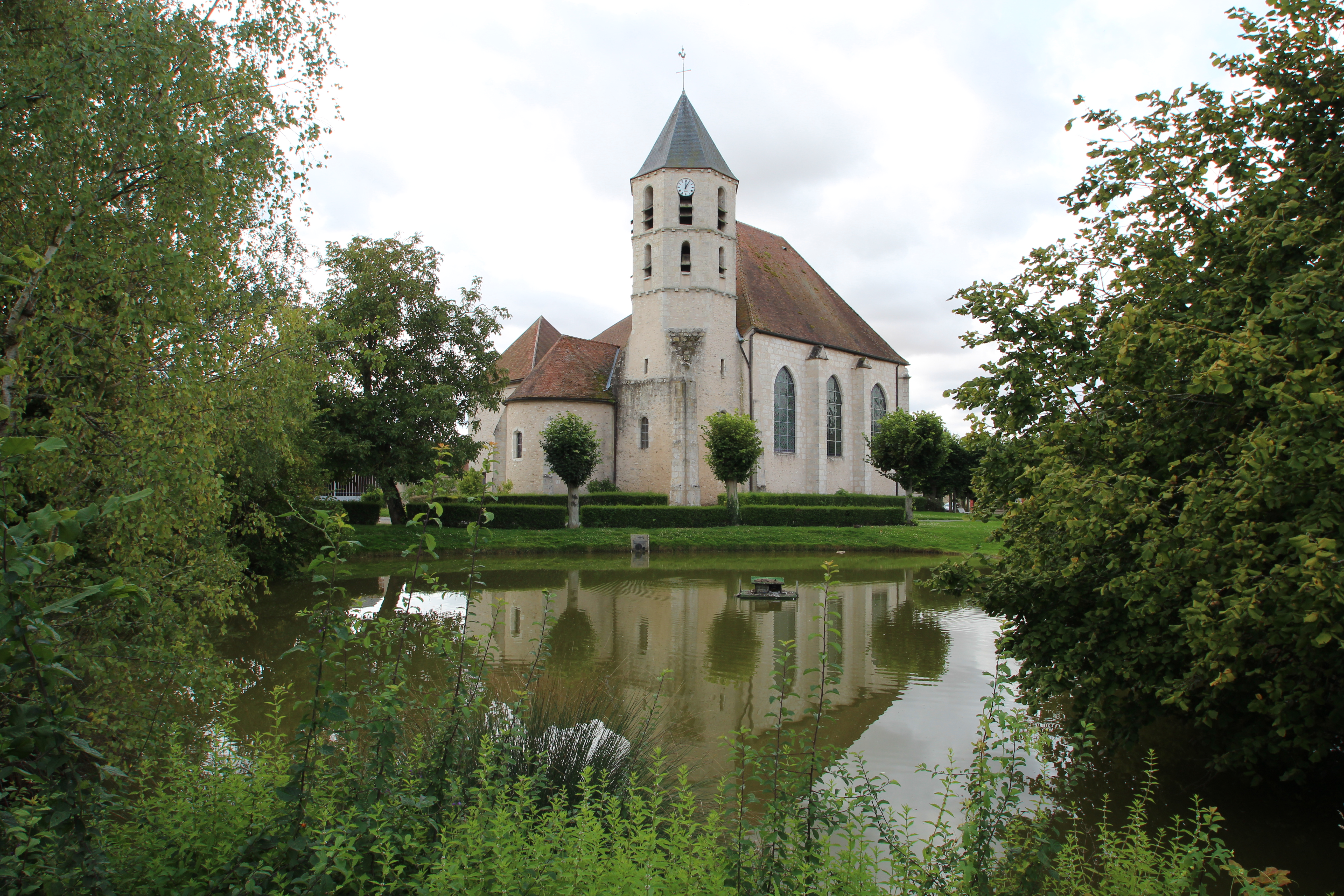
L'église.
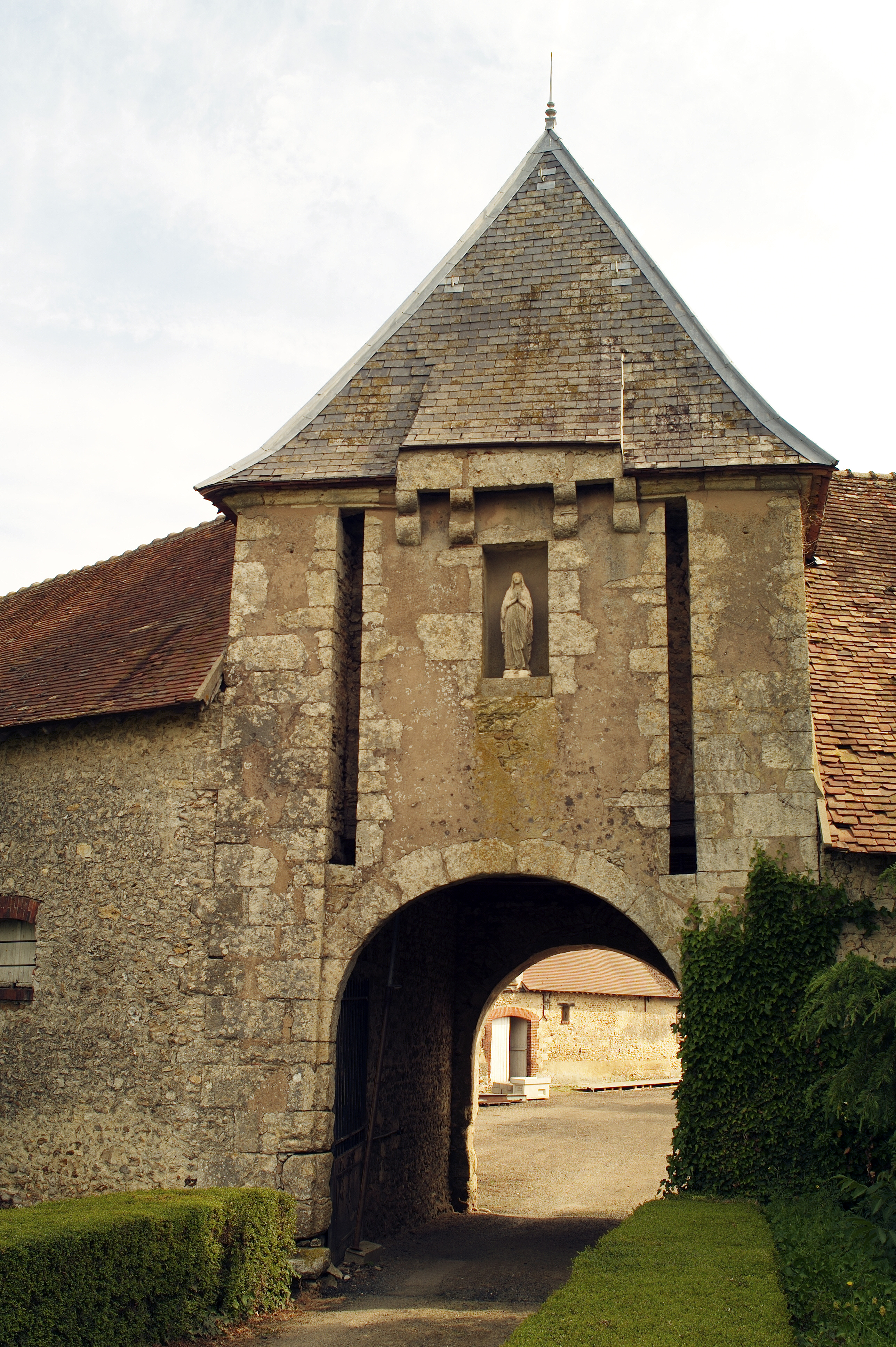
Porte de la ferme fortifiée de Gauvillers.
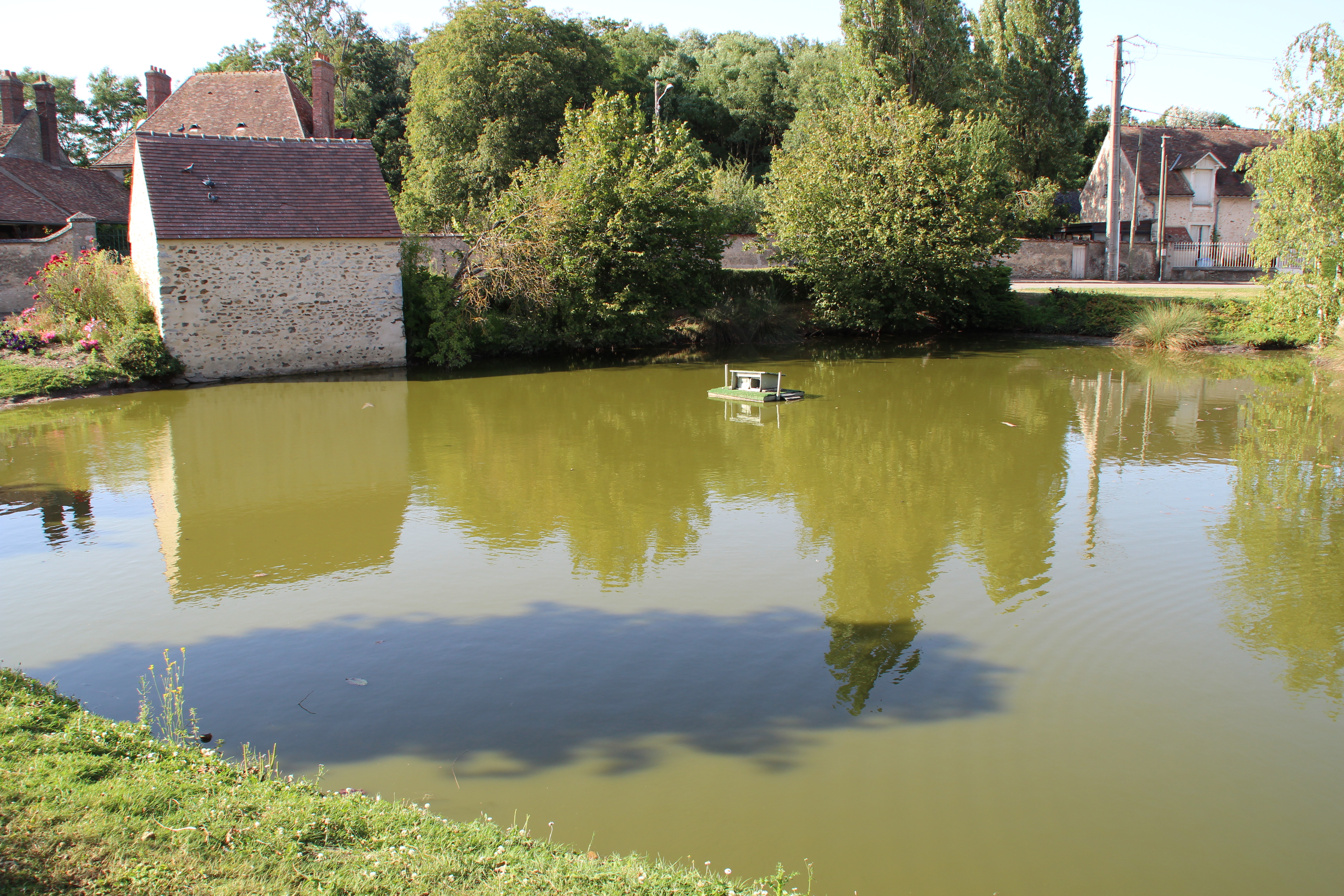
Mare.
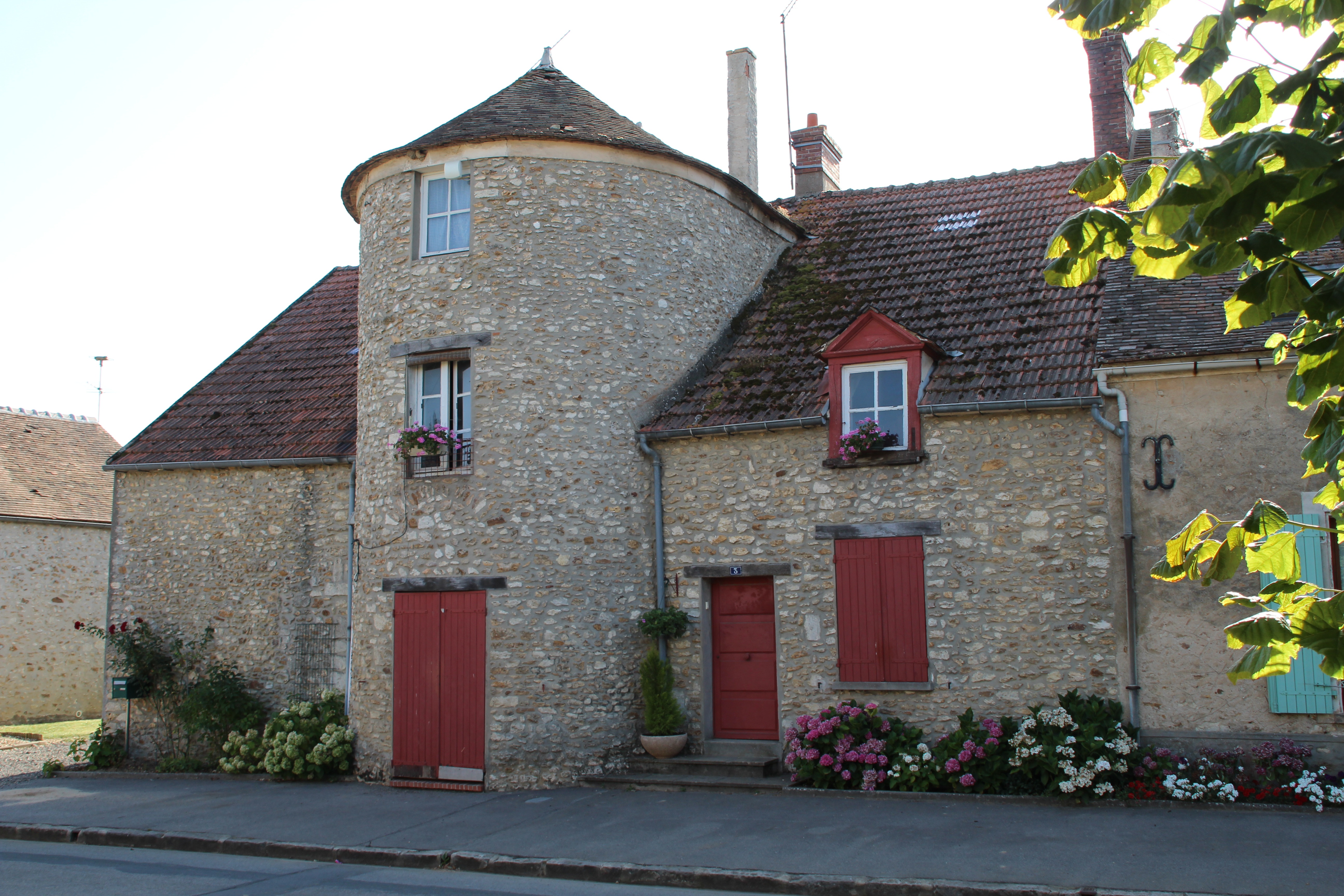
Maison ancienne.

### Héraldique
| Blason de Orsonville | Blason  | Parti : au 1er d'or à la couleuvre ondoyante en pal d'azur languée de gueules, au 2e d'argent à la volute de crosse de gueules ; le tout sommé d'un chef d'azur chargé d'une fleur de lis d'or accostée de deux épis de blé du même. |
| Blason de Orsonville | Détails | Le statut officiel du blason reste à déterminer. |